# 安迪·詹姆森
安迪·詹姆森（英語：Andy Jameson，1965年2月19日—），英国男子游泳运动员。他曾代表英国参加1984年和1988年夏季奥林匹克运动会游泳比赛，其中1988年奥运会获得一枚铜牌。